# Tokyo Skytree
Der Tokyo Skytree (japanisch 東京スカイツリー, Tōkyō Sukaitsurī) ist ein 634 Meter hoher Fernseh- und Rundfunksendeturm in der japanischen Hauptstadt Tokio. Er wurde am 22. Mai 2012 eröffnet. Er ist der höchste Fernsehturm und nach dem Burj Khalifa in Dubai und dem Merdeka 118 in Kuala Lumpur das dritthöchste Bauwerk der Erde.

## Lage

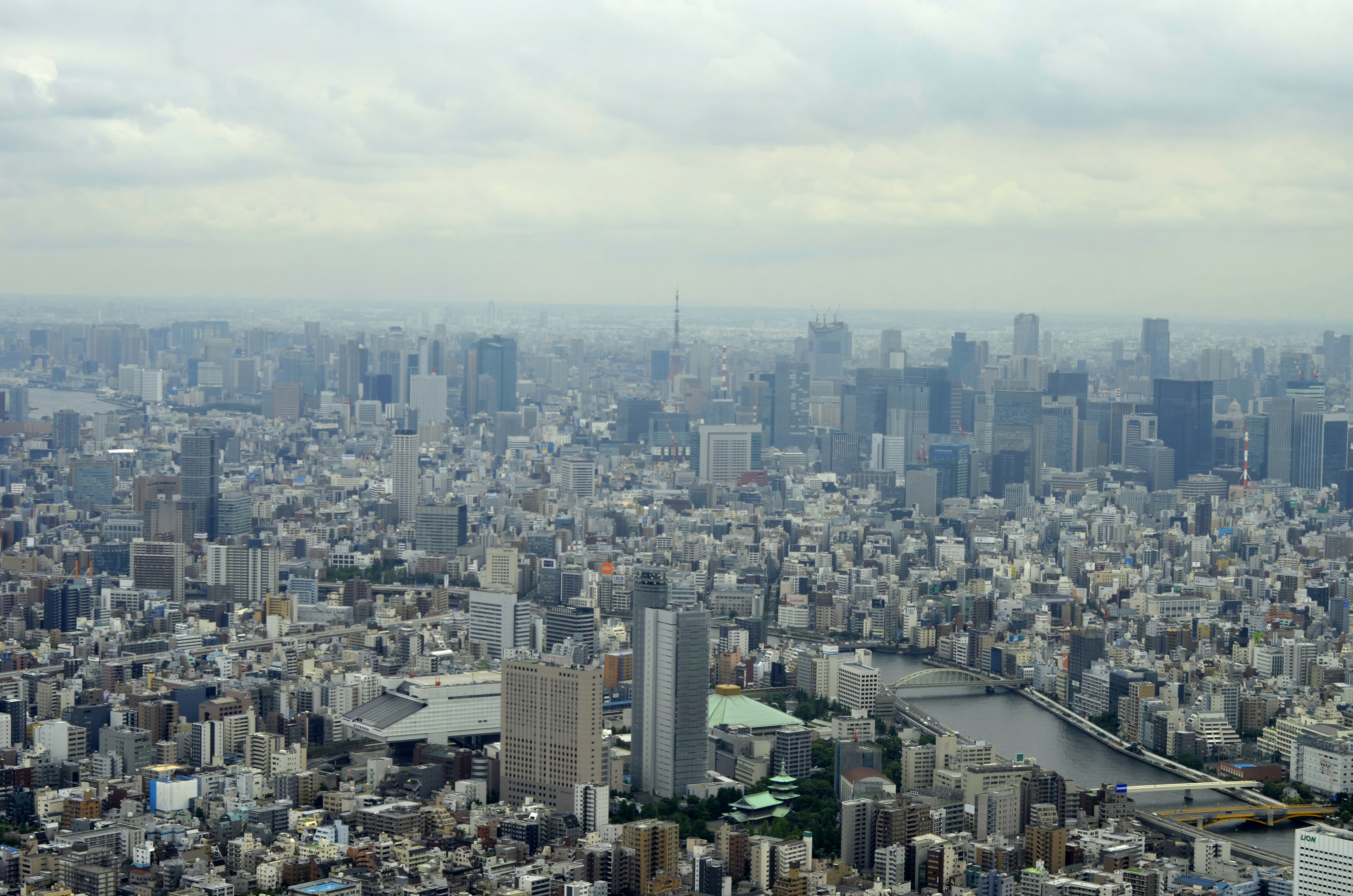
Aussicht auf den Südwesten Tokios vom Tokyo Skytree Tembodeck auf 350 Metern Höhe

Der Tokyo Skytree steht im Stadtteil Oshiage des Bezirks Sumida und übertrifft mit einer Höhe von 634 Metern den 333 Meter hohen Tokyo Tower in Minato um etwa 90 Prozent. Der Turm steht auf dem Gelände eines alten Rangierbahnhofes der Tōbu-Bahngesellschaft, die den Hauptteil der damals geschätzten Gesamtkosten von circa 60 Milliarden Yen, umgerechnet rund 460 Millionen Euro, übernehmen wollte. Der restliche Betrag sollte von den sechs an dem Projekt beteiligten Fernseh- und Rundfunksendern getragen werden.
Die Gesellschafter haben am Fuße des Turmes ein großes Einkaufszentrum („Plaza“) gebaut, das die Bewohner der Umgebung und Touristen, die auf die Fahrt auf den Turm warten, als Zielgruppe hat. Das Gebäude ist an den bisherigen Bahnhof Oshiage angeschlossen und damit mit den Knotenpunkten Tokyos verbunden. Der Bahnhof von Oshiage wird von der Hanzōmon-Linie der Tōkyō Metro, der Toei Asakusa-Linie, der Keisei Oshiage-Linie und der Isesaki-Linie von Tōbu angefahren.

## Name und Höhe

Der Tokyo Skytree im Höhenvergleich

Über den Namen des Turms wurde durch eine Umfrage im April und Mai 2008 entschieden. Zur Auswahl standen sechs Namen:
- Tokyo Edo Tower (東京EDOタワー)
- Tokyo Skytree (東京スカイツリー)
- Mirai Tower (みらいタワー, dt. „Zukunftsturm“)
- Yumemiyagura (ゆめみやぐら, dt. etwa: „Traumturm“)
- Rising East Tower (ライジングイーストタワー)
- Rising Tower (ライジングタワー)

Der Querschnitt des Turms bildet am Boden ein gleichseitiges Dreieck, das sich mit zunehmender Höhe allmählich abrundet und in einer Höhe von in 320 m vollständig rund wird.

Die Bekanntgabe der Namenswahl fand am 10. Juni 2008 statt. Bis dahin war der Turm unter anderem als Shin Tōkyō Tower (新東京タワー, dt. „Neuer Tokyo Tower“ in Bezug auf den alten Tokyo Tower) oder auch als Sumida Tower (墨田タワー) bezeichnet worden.
Die Höhe von 634 Metern wurde so gewählt, dass sie leicht zu merken ist. Die Zahlen 6 (mu von mu[ttsu]), 3 (sa von san) und 4 (shi) ergeben „Musashi“, einen alten Namen für die Region, in der sich Tokio befindet.

## Baugeschichte
Ausführendes Bauunternehmen war die Ōbayashi-Gruppe. Der Entwurf stammt vom ältesten japanischen Architekturbüro Nikken Sekkei.
Der Spatenstich zum Bau des Turmes war am 14. Juli 2008. Die Fertigstellung war am 29. Februar 2012, die Eröffnung fand wie geplant am 22. Mai 2012 statt.
Ende Oktober 2010 hatte der Turm eine Höhe von 497 Meter erreicht, anschließend wurde zum Erreichen der endgültigen Größe die Antenne errichtet. Anfang März 2011 wurde die 600-Meter-Marke überschritten. Nachdem ursprünglich eine Höhe von ungefähr 610 Meter geplant war, wurde am 16. Oktober 2009 die endgültige Höhe von 634 Meter bekanntgegeben, damit übertraf der Turm den Canton Tower in China als höchsten Fernsehturm der Welt. Nachdem der Turm am 18. März 2011 seine endgültige Höhe erreicht hatte, ist er nach dem 830 Meter hohen Burj Khalifa in Dubai und dem im Jahr 2023 fertiggestellten Merdeka 118 das derzeit dritthöchste freistehende Bauwerk der Welt.
Das Bauende wurde am 29. Februar 2012 bekanntgegeben.

## Beschreibung
Der Skytree strahlt als Fernsehturm digitale Signale aus. Er wurde errichtet, um Interferenzen bei den Sendesignalen infolge der zahlreichen hohen Gebäude in Tokio zu reduzieren.
Zur erhöhten Standfestigkeit in dem weichen Untergrund entwickelten die Ingenieure eine spezielle Verankerung für den Tokyo Skytree. Der Sockel des Tokyo Skytree ist dreieckig, nach oben hin verjüngt sich der Sendeturm kaum merklich in eine zylindrische Säule. Der Turm hat eine zweiteilige Struktur, ein äußerer Stahlrahmen mit 37.000 Elementen umschließt eine innere zylindrische Stahlbeton-Säule. Auf der Höhe von 125 Metern bis 375 Meter sind beide Türme mit Öldämpfern verbunden, die zur Schwingungsminderung im Erdbebenfall dienen. Nach Angaben der Konstrukteure können bis zu 50 Prozent der Erdbebenenergie absorbiert werden. Die schwingungsdämpfende Technologie, die in den zentralen Schaft integriert ist, wurde von Japans buddhistischer Architektur im Altertum inspiriert, etwa den fünfstöckigen Pagoden als Turmkorb. Beim Tokyo Sky Tree ist die innere Säule mit einer 2523 Stufen hohen Treppe für Notfälle ausgerüstet.
Es gibt zwei Aussichtsplattformen, in 350 Meter Höhe befinden sich hinter großen Fenstern ein Restaurant, ein Café und Läden. Die höchste Plattform liegt auf 450 Meter Höhe. Ein schräger, 110 Meter langer Glasgang („Air Walk“) verbindet die Etage 445 mit der Etage 450.

## Beleuchtung
Der Tokyo Skytree wird abwechselnd illuminiert, die Lichtspiele wechseln alle zwei Tage zwischen den Mustern „Iki“ in himmelblauer, „Miyabi“ in bläulich-violetter und „Nobori“ in orangeroter Farbe. Zu besonderen Anlässen gibt es spezielle Farben.

Beleuchtung des Tokyo Skytree
Iki-Muster mit blauer Farbe
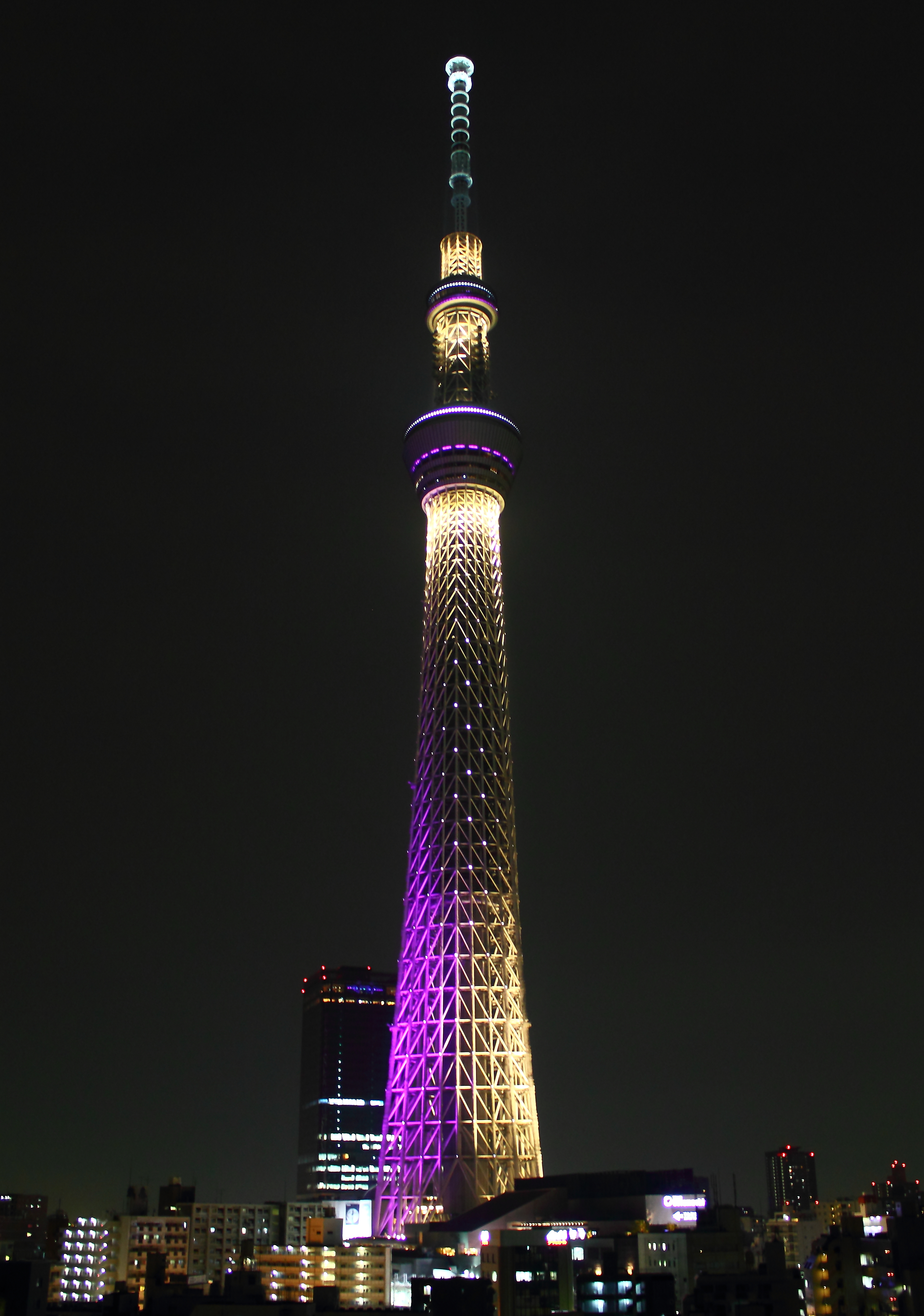
Miyabi-Muster (bläulich-violett)
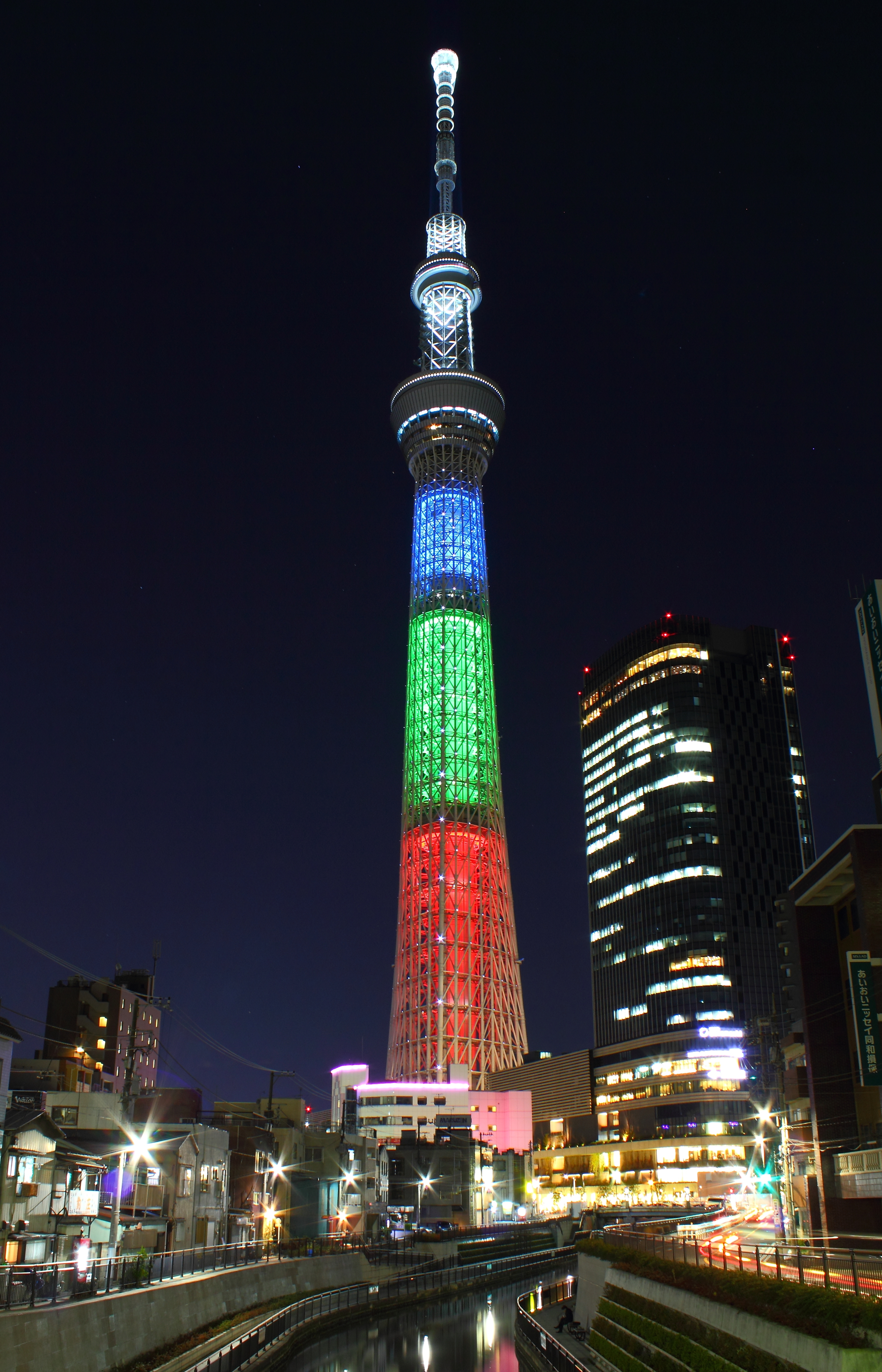
Die drei Grundfarben
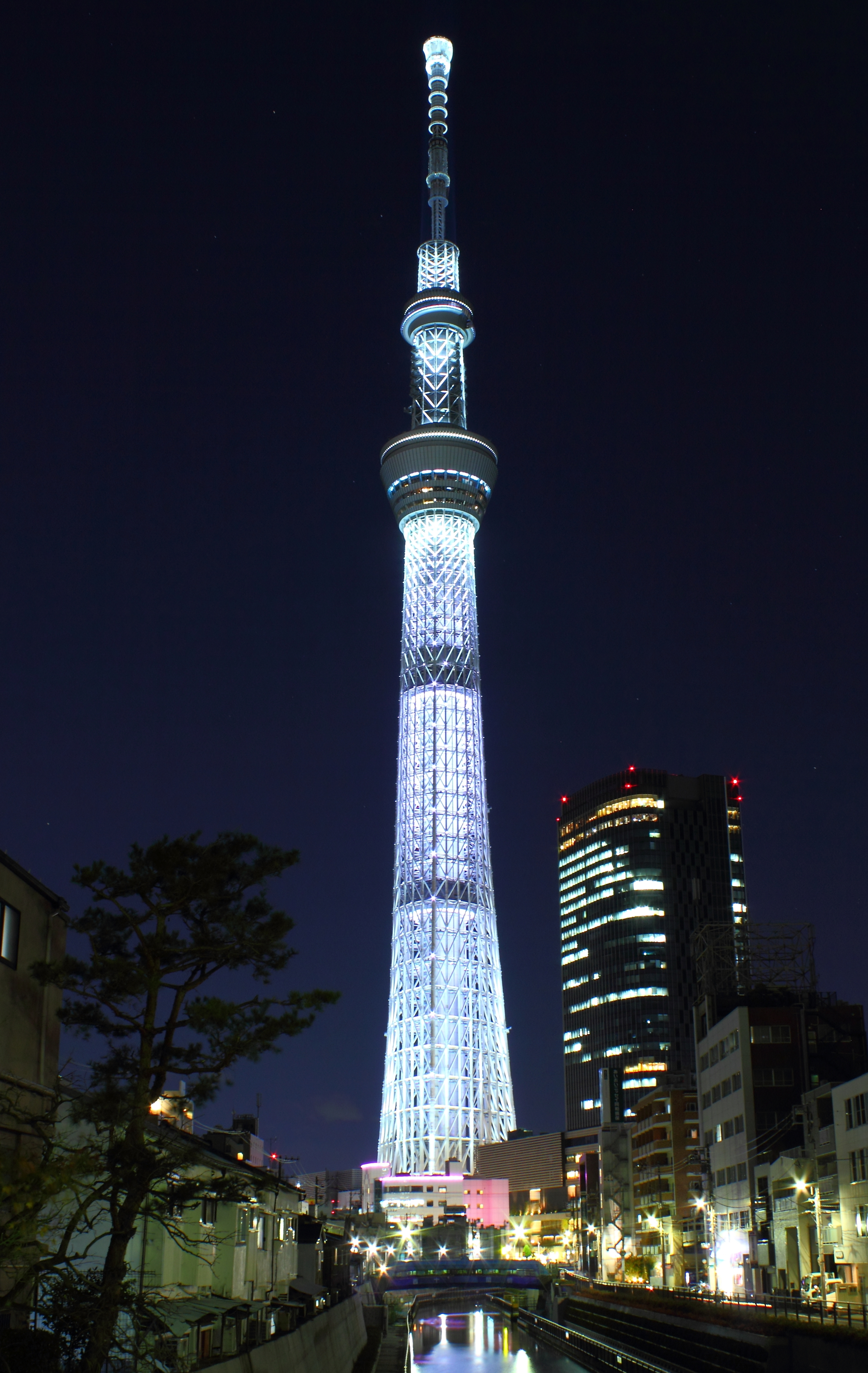
Weiß
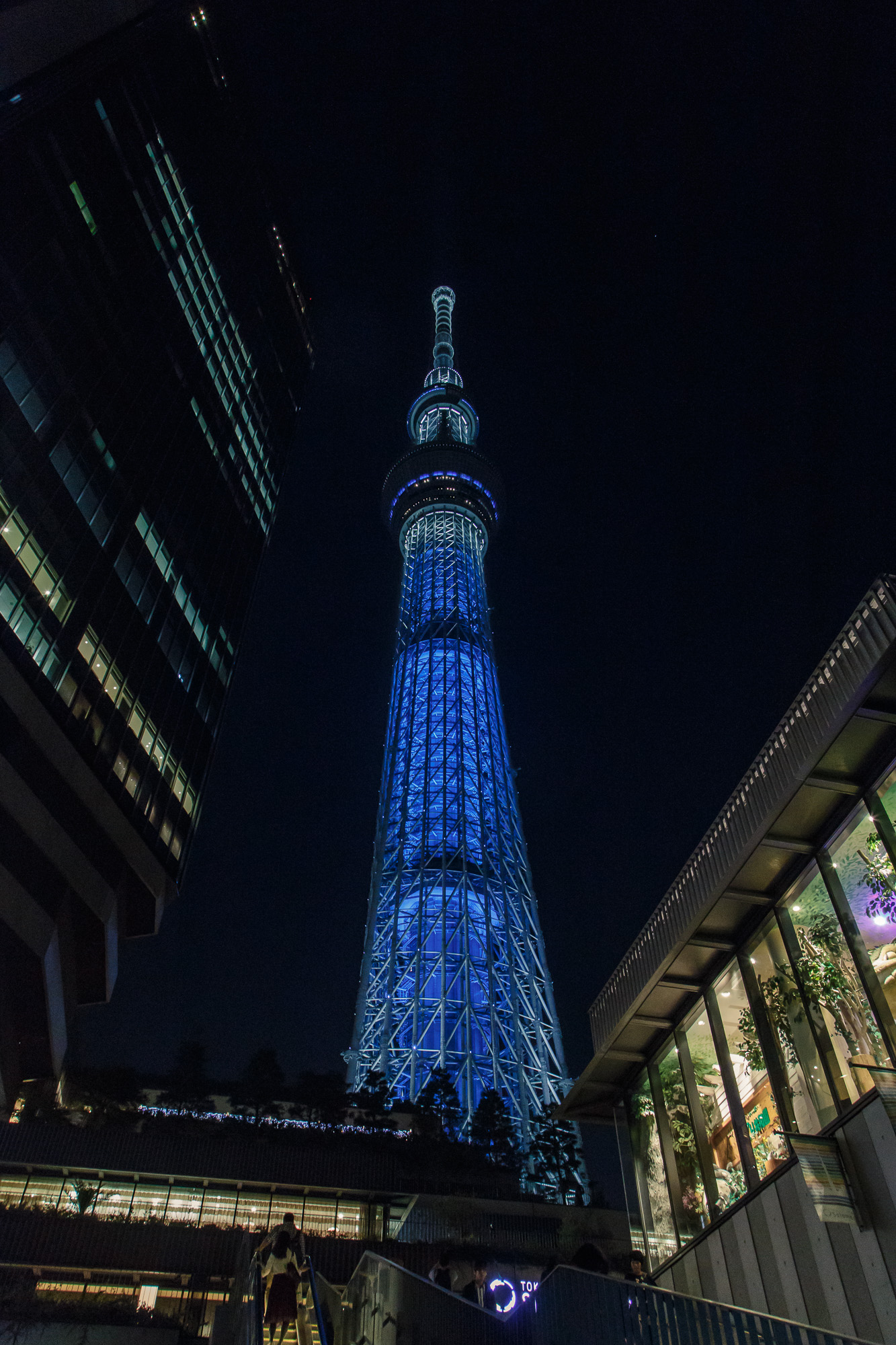
UN-Blau zum 70. Jahrestag der UNO-Gründung
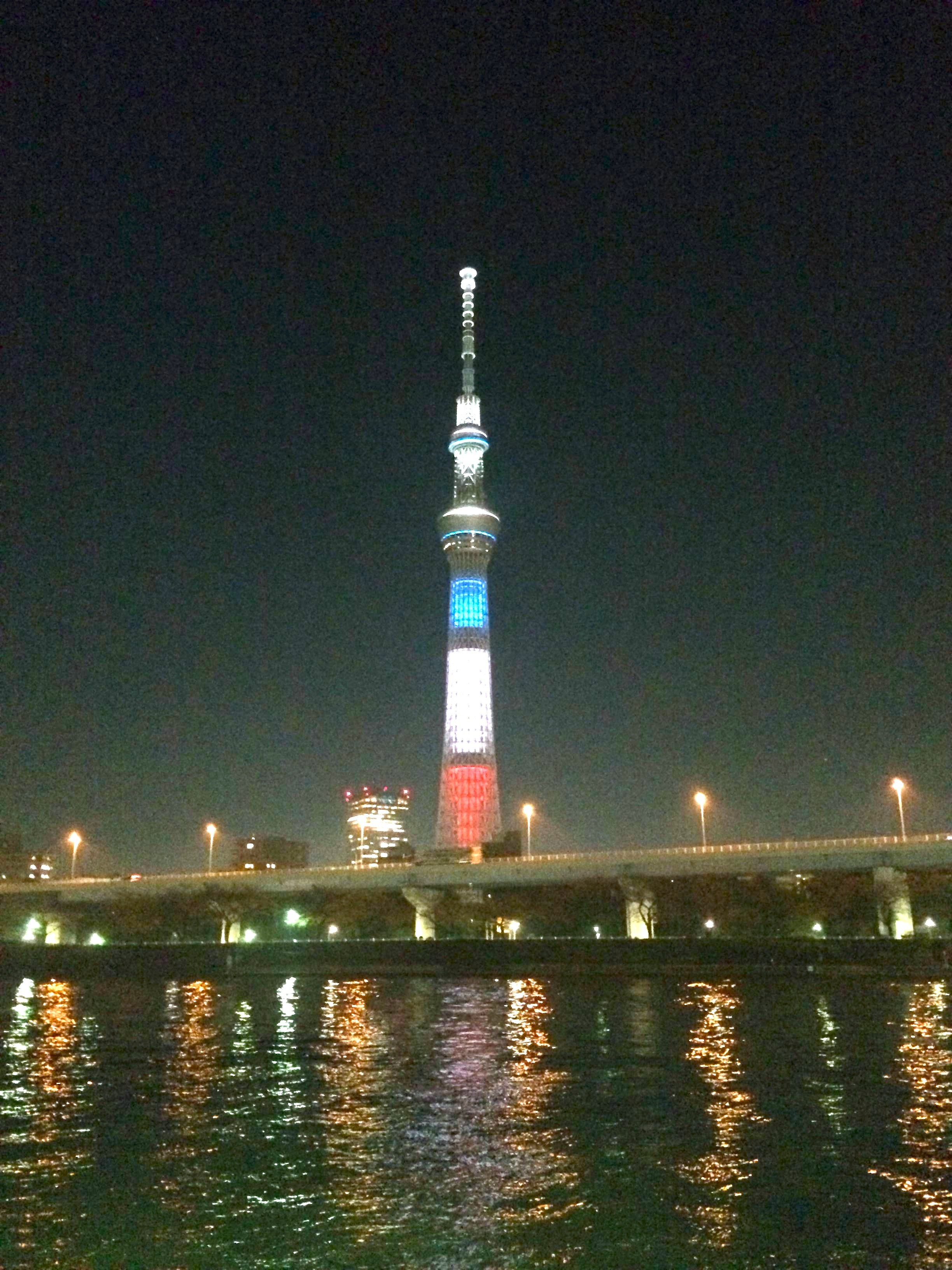
Blau-Weiß-Rot in Gedenken an die Terroranschläge am 13. November 2015 in Paris
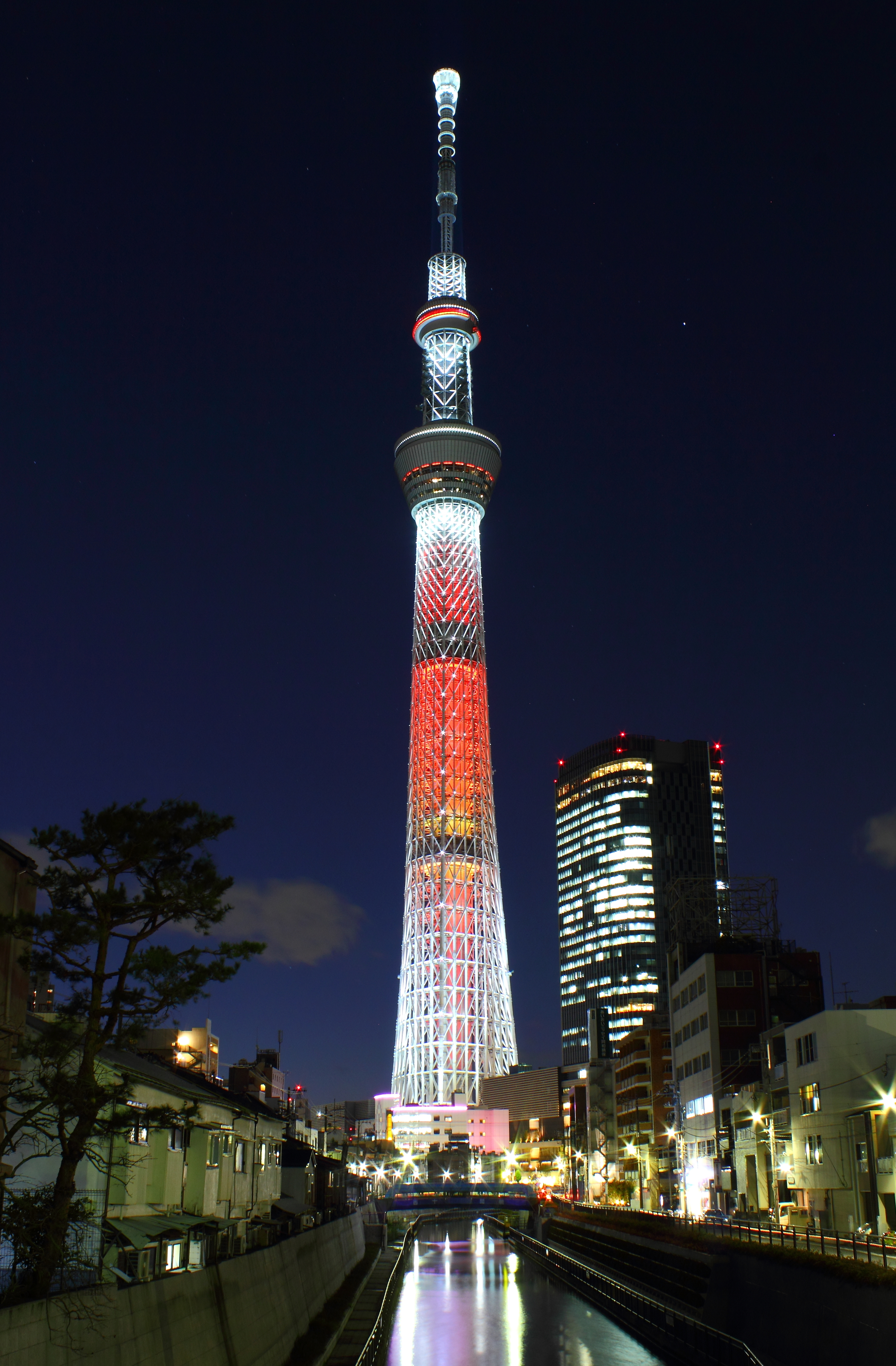
„Brennende Kerze“
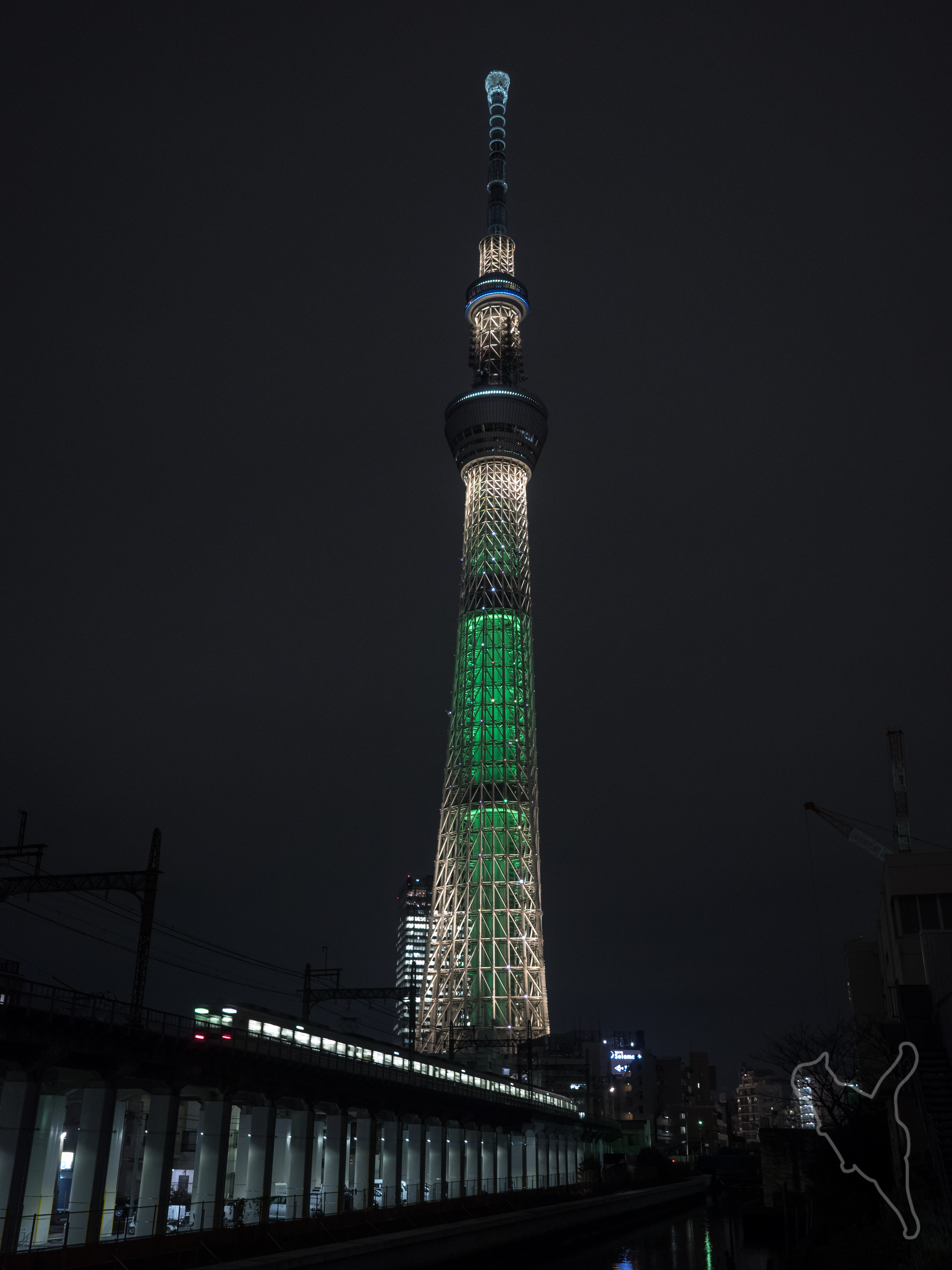
Grün

## Film
- Geniale Technik. Der Tokyo Skytree. (OT: The Invincible Tower.) Dokumentarfilm, Großbritannien, 2016, 46:25 Min., Buch und Regie: N.N., Produktion: Science Channel U.S., Reihe: Geniale Technik, (OT: Impossible Engineering), Erstausstrahlung: 4. Mai 2017 bei Science Channel, deutsche Erstsendung: 12. Juli 2017 bei n-tv, Inhaltsangabe von fernsehserien.de, online-Video und 5 Fakten von Science Channel (englisch).